# Roza
Roza je žensko osebno ime.

## Izvor imena
Ime Roza izhaja iz latinskega imena Rosa, to pa se povezuje z latinsko besedo rosa v pomenu »roža«.  Ime Roza pa je lahko tudi skrajšana oblika zloženih imen, katerih prvi člen  je Rosa-, npr. v nemščini Rosalinde, Rosamunde, Rosemarie itd.

## Različice imena
Rosa, Rosena, Rosanda, Rose, Rosela, Rosemari, Rosina, Rosita, Rozalia, Rozana, Rozela, Rozelia, Rozelija, Rozemari, Rozemarija, Rozanda, Rozarija, Roze, Rozena, Rozeta, Rozetka, Rozi, Rozika, Rozina, Rozinka, Rozita, Rozka, Roža, Rožica, Rožamarija, Rožemarija, Rožana, Rožca, Rožeta, Rožka, Ruža, Ružana, Ružemarija, Ružerija, Ružena, Ružica, Ružka

## Tujejezične različice imena
- pri Francozih: Rose, Larose, manjšalno Roset, Rouzet, Rosette, izpeljanke Roze, Rouze
- pri Nemcih: Rosa, Rose, ljubkovalno Rosi, Rosel, izpeljanka Rosina
- pri Špancih: Rosa, manjšalno Rosita

## Pogostost imena
Po podatkih Statističnega urada Republike Slovenije je bilo na dan 31. decembra 2007 v Sloveniji število ženskih oseb z imenom Roza: 982. Med vsemi ženskimi imeni pa je ime Roza po pogostosti uporabe uvrščeno na 185 mesto.

## Osebni praznik
Osebe z imenom Roza praznujejo god skupaj z Rozalijami.

## Zanimivosti
- Roza je bila tudi svetnica iz Lime, ki je umrla leta 1617. V Limi so ji postavili veličasten spomenik. Je zavetnica vse Amerike in prva svetnica iz te celine (god 23. avgusta).
- Rozamunda je junakinja Prešernove pesmi (Turjaška Rozamunda). Kot zgodovinska oseba pa je bila Rozamunda hči kralja Kunimunda oziroma žena langobardskega kralja Albiona-